# Johann von Stutterheim

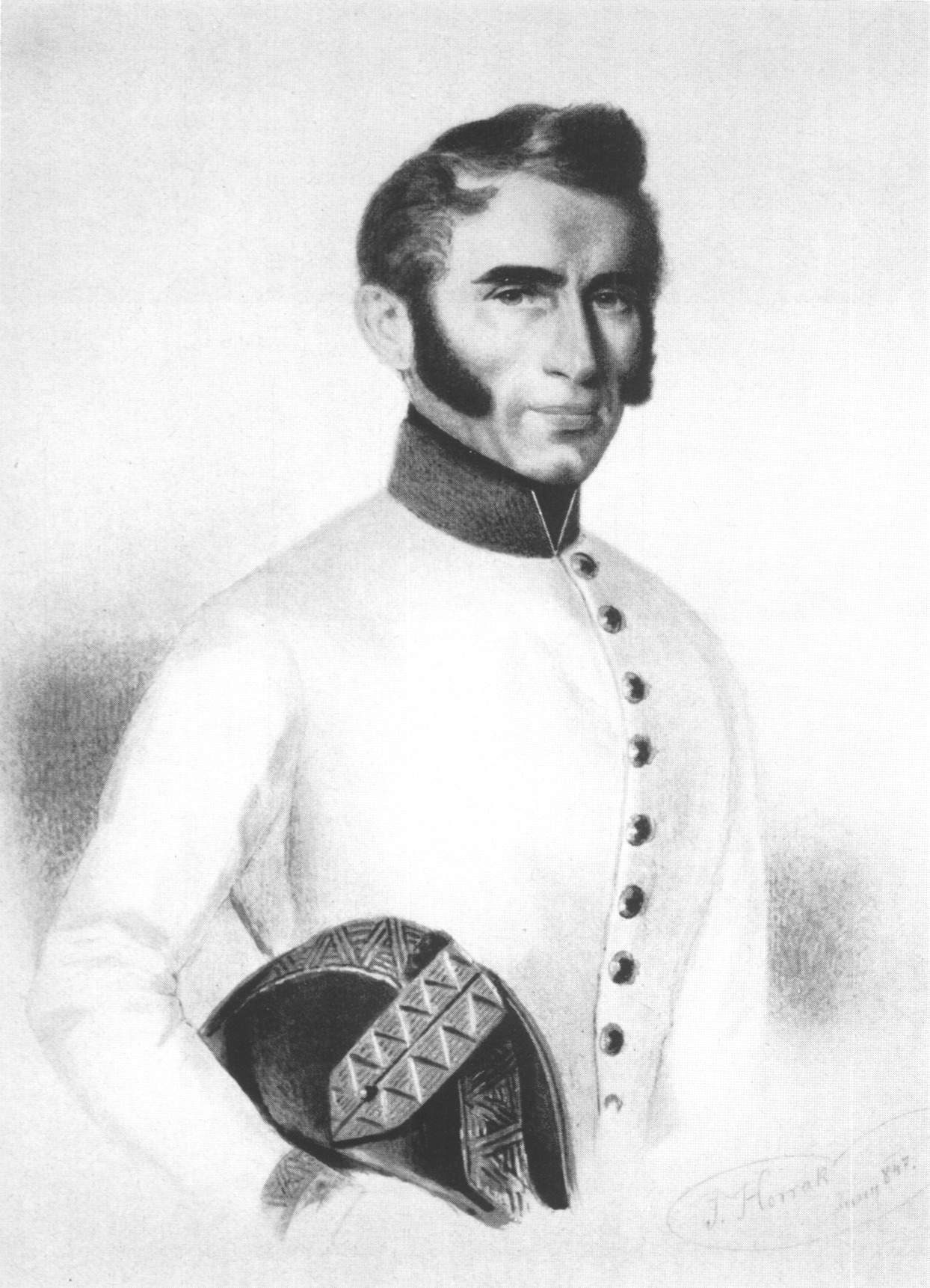
Johann von Stutterheim (1803–1870)

Johann Nepomuk Franz de Paula Joseph Borromäus Leopold Freiherr von Stutterheim (* 30. Oktober 1803 in Iglau in Mähren; † 25. Januar 1870 in Wien) war k. k. Generalmajor und tat sich während des Ungarnaufstands von 1848 hervor.

## Leben
Er war der Neffe des Feldmarschallleutnants Joseph von Stutterheim (1764–1831).
Stutterheim kam am 30. Oktober 1816 in die Militär-Akademie in der Wiener-Neustädt. Anschließend wurde er am 18. Oktober 1824 Fähnrich bei Infanterie-Regiment Nr. 60 (Gyulay), am 1. Juli 1828 Leutnant beim Infanterie-Regiment Nr. 33 (Bakonyi), am 3. April 1830 Oberleutnant beim Infanterie-Regiment Nr. 24 (Strauch) und am 11. August 1831 Capitän-Lieutenant beim Infanterie-Regiment Nr. 63 (Bianchi). Im Infanterie-Regiment Nr. 63 wurde er am 8. April 1833 zum Hauptmann, am 3. Dezember 1841 zum Major befördert. Am 9. Juli 1847 Oberstleutnant und am 30. Juli 1848 Oberst und Regimentskommandeur. Er stand während der Unruhen von 1848 in Siebenbürgen. Dort kommandierte er eine Kolonne bei Marienburg zum Schutze des Sachsenlandes. Am 5. Dezember 1848 kämpfte er im Gefecht bei Arapatak gegen eine Gruppe Szekler, die er damit aus der Gegend vertrieb. Nach dem Erfolg marschierte er nach Kronstadt, das durch die Niederlage der Österreicher im Gefecht bei Honigberg bedroht war. Es gelang ihm die Aufständischen von Bodola nach Tartlau abzudrängen und das Gebiet bis zum Januar 1849 zu befrieden.
Er kämpfte am 4. Februar 1849 im Gefecht bei Salzburg, wo er die Bataillone im Zentrum kommandierte. Diese stürmten das feindliche Zentrum und eroberten mehrere Kanonen und Packwagen. Am 7. Februar 1749 konnte er den Feind aus Szaszváros vertreiben und kämpfte zwei Tage später in der Schlacht bei Piski. Sein Bataillon sollte die wichtige Brücke stürmen, aber obwohl alle Munition verbraucht wurde, gelang es nicht. Am nächsten Tag musste er sich in der Nacht vom 10. zum 11. bei Alvincz gegen die Verfolger unter Wolfgang Kemény wehren und sich bis nach Karlsburg zurückziehen. Anschließend kämpfte er in der Schlacht bei Mediasch und nach dem Rückzug in die Walachei mit. Aber als Feldmarschallleutnant Clam-Gallas wieder nach Siebenbürgen vorrückte, kämpfte Stutterheim am 23. Juli im Gefecht bei Szemeria, wo er das feindliche Zentrum durchbrechen konnte.
Nach dem Ende der Kampfhandlungen wurde er am 19. Oktober 1849 zum Generalmajor befördert und erhielt eine Brigade in Klausenburg. Außerdem erhielt er am 30. August 1849 die allerhöchste Belobigung, am 20. Oktober das Militärverdienstkreuz und am 17. November das Ritterkreuz des Leopold-Ordens. Aus Russland erhielt er den Orden der Heiligen Anna 2. Klasse mit Krone. Am 17. August 1851 erhielt er seinen Ruhestand.
Er starb 1870 in Wien.
Stutterheim heiratete am 8. Juni 1841 Friederike von Closius (* 1823; † nach 1882), Tochter des Georg von Closius zu Kronstadt, Krondomänenpächter und Mitglied des äußeren Rates, und der Friederike, geb. Barth, Buchdruckereierbin. Friederike von Closius erbte die vom Großvater mütterlicherseits herrührende Buchdruckerei und Verlagsbuchhandlung in Hermannstadt. Der Ehe entstammte ein zwischen 1842 und 1870 geborener Sohn.